# Impianti dei Giochi della XXIX Olimpiade
Lista di impianti usati nei Giochi della XXIX Olimpiade di Pechino 2008.

## Impianti nuovi

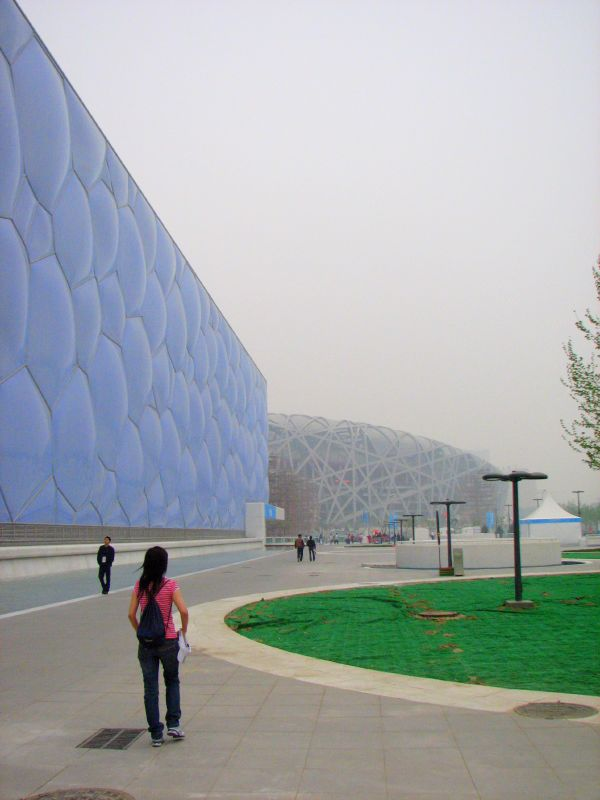
Vista dell'Olympic Green

| Impianto                                                    | Sport                                                               | Capacità |
| ----------------------------------------------------------- | ------------------------------------------------------------------- | -------- |
| Stadio Nazionale di Pechino                                 | Atletica e Calcio                                                   | 91.000   |
| Centro Acquatico Nazionale di Pechino                       | Nuoto, Tuffi e Nuoto sincronizzato                                  | 17.000   |
| Stadio Coperto Nazionale di Pechino                         | Ginnastica artistica, Trampolino, Pallamano                         | 19.000   |
| Beijing Shooting Range Hall                                 | Qualificazioni e finali tiro 10-, 25-, e 50-metri                   | 9.000    |
| Wukesong Indoor Stadium                                     | Pallacanestro                                                       | 18.000   |
| Laoshan Velodrome                                           | Ciclismo (pista)                                                    | 6.000    |
| Shunyi Olympic Rowing-Canoeing Park                         | Canottaggio, Canoa/Kayak (acque libere e slalom) e Nuoto (maratona) | 37.000   |
| China Agricultural University Gymnasium                     | Lotta                                                               | 8.000    |
| Peking University Gymnasium                                 | Tennis tavolo                                                       | 8.000    |
| Ginnasio dell'Università di Scienze e Tecnologie di Pechino | Judo e Tae-kwon-do                                                  | 8.024    |
| Ginnasio dell'Università di Tecnologia di Pechino           | Badminton e Ginnastica ritmica                                      | 7.500    |
| Olympic Green Tennis Centre                                 | Tennis                                                              | 17.400   |

## Impianti esistenti
| Impianto                                  | Sport                                             | Capacità |
| ----------------------------------------- | ------------------------------------------------- | -------- |
| Olympic Sports Centre                     | Calcio, Pentathlon moderno (corsa ed equitazione) | 40.000   |
| Olympic Sports Centre Gymnasium           | Pallamano                                         | 7.000    |
| Stadio dei Lavoratori                     | Calcio                                            | 70.161   |
| Workers Indoor Arena                      | Pugilato                                          | 13.000   |
| Capital Indoor Stadium                    | Pallavolo                                         | 18.000   |
| Fengtai Softball Field                    | Softball                                          | 13.000   |
| Ying Tung Natatorium                      | Pallanuoto, Pentathlon moderno (nuoto)            |          |
| Laoshan Mountain Bike Course              | Ciclismo (Mountain Bike)                          | 2.000    |
| Beijing Shooting Range Clay Target Field  | Tiro                                              |          |
| Beijing Institute of Technology Gymnasium | Pallavolo                                         |          |
| Beihang University Gymnasium              | Sollevamento pesi                                 |          |

## Impianti temporanei
| Impianto                        | Sport                                         | Capacità |
| ------------------------------- | --------------------------------------------- | -------- |
| Olympic Green Convention Centre | Scherma e Pentathlon moderno (scherma e tiro) |          |
| Olympic Green Hockey Field      | Hockey su prato                               | 17.000   |
| Olympic Green Archery Field     | Tiro con l'arco                               | 5.000    |
| Wukesong Baseball Field         | Baseball                                      | 18.000   |
| Beach Volleyball Ground         | Beach volley                                  | 12.000   |
| BMX Field                       | Ciclismo (BMX)                                |          |
| Triathlon Venue                 | Triathlon                                     |          |
| Urban Road Cycling Course       | Ciclismo (strada)                             |          |

## Impianti fuori Pechino
| Impianto                                           | Sport                | Capacità |
| -------------------------------------------------- | -------------------- | -------- |
| Centro velico internazionale di Qingdao            | Vela                 |          |
| Stadio di Shanghai                                 | Calcio (preliminari) | 80.000   |
| Stadio del Centro Sportivo Olimpico di Qinhuangdao | Calcio (preliminari) | 33.572   |
| Hong Kong Equestrian Venues                        | Equitazione          |          |
| Stadio del Centro Olimpico di Tianjin              | Calcio (preliminari) | 60.000   |
| Stadio Olimpico di Shenyang                        | Calcio (preliminari) | 60.000   |